# Павел, Павел
Павел Павел (чеш. Pavel Pavel; 11 марта 1957, Страконице, Чехословакия) — чешский инженер, экспериментальный археолог, исследователь острова Пасхи.

## Биография
Выпускник электротехнического факультета Университета Пльзеня. Получил известность после того, как открыл способ, которым туземцы острова Пасхи перемещали свои мегалитические статуи «моаи». В 1982 году провёл натурный эксперимент подобного рода в южной Чехии. В 1986 году, вместе с известным норвежским исследователем Туром Хейердалом, повторил свой эксперимент, подтверждавший его гипотезу, уже на самом острове.
По его предположению, статуи передвигали стоя, раскачивая и кантуя с ноги на ногу. Так можно было, используя минимальное число людей, переместить очень громоздкие предметы. У себя дома, в южно-чешском городке Страконице он изготовил 12-тонный макет статуи, и успешно провел первый эксперимент по её передвижению. После этого его пригласил в свою экспедицию на остров Пасхи Тур Хейердал. И эксперимент повторили, уже с натуральным изваянием, высотой в 6,5 метров и весом в 10 тонн. Статуя «зашагала» силами 17 туземцев.
После смерти Тура Хейердала Павел Павел организовал несколько экспедиций на остров Пасхи, продолжая труд Хейердала по исследованию местной мегалитической культуры острова. Он также использовал свои навыки для моделирования аналогичных проблем — в частности, пришёл к выводу, что для транспортировки 800-тонных камней в Баальбеке, даже с использованием примитивной технологии, требовался труд всего 158 человек.
После «Бархатной революции» 1989 года пытался заниматься политической деятельностью в составе Гражданской демократической партии. Дважды выставлял свою кандидатуру на выборах в Сенат Чешской Республики, но оба раза терпел поражение — в 2002 году от социал-демократа Павла Ришетского, а в 2003 году от христианского демократа Йозефа Калбача.